# 2013 JO64
2013 JO64 est un objet du disque des objets épars.

## Caractéristiques
2013 JO64 mesure environ 100 kilomètres de diamètre.